# قشلاق ارض‌بیگ (هوراند)
قشلاق‌ارض‌بیگ یکی از روستاهای استان آذربایجان شرقی است که در دهستان چهاردانگه بخش مرکزی شهرستان هوراند واقع شده‌است.